# Миллер, Уоннер
Уоннер Миллер Морено (исп. Wanner Miller Moreno; род. 22 июля 1987, Вихия-дель-Фуэрте) — колумбийский легкоатлет, специалист по прыжкам в высоту. Выступал за сборную Колумбии по лёгкой атлетике в 2005—2013 годах, обладатель бронзовой медали Игр Центральной Америки и Карибского бассейна, двукратный серебряный призёр Боливарианских игр, победитель и призёр первенств Южной Америки, участник летних Олимпийских игр в Лондоне.

## Биография
Уоннер Миллер родился 22 июля 1987 года в городе Вихия-дель-Фуэрте департамента Антьокия.
Впервые заявил о себе в лёгкой атлетике на международном уровне в сезоне 2005 года, когда вошёл в состав колумбийской национальной сборной и выступил на чемпионате Южной Америки в Кали, где в зачёте прыжков в высоту стал шестым. Также в этом сезоне занял седьмое место на юниорском панамериканском первенстве в Уинсоре, четвёртое место на Боливарианских играх в Армении, взял бронзу на юниорском южноамериканском первенстве в Росарио.
В 2006 году принял участие в юниорском мировом первенстве в Пекине, был пятым на чемпионате Южной Америки в Тунхе, вторым на Южноамериканских играх в Буэнос-Айресе.
В 2008 году показал девятый результат на чемпионате Центральной Америки и Карибского бассейна в Кали, одержал победу на молодёжном южноамериканском первенстве в Лиме.
В 2009 году получил серебро на чемпионате Центральной Америки и Карибского бассейна в Гаване и на Боливарианских играх в Сукре.
В 2010 году стал серебряным призёром иберо-американского чемпионата в Сан-Фернандо, завоевал бронзовую медаль на Играх Центральной Америки и Карибского бассейна в Маягуэсе.
В 2011 году был четвёртым на чемпионате Южной Америки в Буэнос-Айресе, пятым на чемпионате Центральной Америки и Карибского бассейна в Маягуэсе, девятым на Панамериканских играх в Гвадалахаре.
На иберо-американском чемпионате 2012 года в Баркисимето превзошёл всех соперников и получил золото, тогда как на соревнованиях в Гаване установил свой личный рекорд — 2,28 метра. Благодаря череде удачных выступлений удостоился права защищать честь страны на летних Олимпийских играх в Лондоне — в программе прыжков в высоту сумел выйти в финал и с результатом 2,25 занял итоговое девятое место.
После лондонской Олимпиады Миллер остался действующим спортсменом и продолжил принимать участие в крупнейших международных стартах. Так, в 2013 году он выиграл серебряные медали на чемпионате Южной Америки в Картахене и на Боливарианских играх в Трухильо.
Завершил спортивную карьеру по окончании сезона 2019 года.